# Habemus Papam

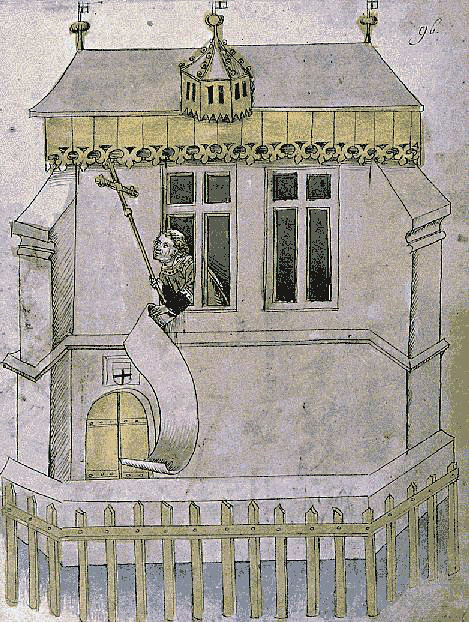
LHabemus Papam per l'elezione di papa Martino V

Habemus Papam (dal latino: «Abbiamo il Papa») è l'annuncio cerimoniale che il cardinale protodiacono, il primo dei cardinali dell'ordine dei diaconi, dà al popolo quando, a seguito del conclave, viene eletto il nuovo papa ed esso accetta l'elezione. 
Solitamente l'annuncio viene pronunciato dalla loggia centrale della basilica di San Pietro in Vaticano e ne segue la presentazione del nuovo papa.
La formula completa recita quanto segue:
Il testo è in parte ispirato al Vangelo di Luca (2,10-11), che riporta le parole dell'angelo che annuncia ai pastori la nascita del Messia: «Non temete, ecco, vi annunzio una grande gioia, che sarà di tutto il popolo: oggi vi è nato nella città di Davide un salvatore, che è il Cristo Signore». Da notare che, nella Vulgata, la traduzione latina della Bibbia di san Girolamo (382 circa), le parole usate sono evangelizo vobis gaudium magnum, mentre la parola annuntio veniva usata nelle precedenti traduzioni.

## Storia
L'adozione dell'Habemus Papam è sicuramente precedente al 1484, anno in cui è certo che venne usata per l'elezione di Giovanni Battista Cybo, che assunse il nome di Innocenzo VIII.
Normalmente si fa risalire l'adozione di questo annuncio all'elezione di papa Martino V (1417), scelto come nuovo papa da un'assemblea elettiva composta dai cardinali e dai rappresentanti delle cinque nationes in cui erano divisi i membri del concilio di Costanza. In questo contesto, il senso dell'annuncio si può leggere in modo più circostanziato, perché prima di Martino V a reclamare la legittimità della propria carica pontificia erano stati addirittura tre papi: l'antipapa Giovanni XXIII (che aveva convocato il Concilio e che aveva nominato gran parte dei cardinali elettori), l'antipapa Benedetto XIII (l'unico a essere stato nominato cardinale prima dello scoppio dello scisma d'Occidente) e Gregorio XII. I primi due erano stati deposti dal Concilio stesso, mentre Gregorio XII aveva abdicato. Solo due anni dopo la deposizione dei primi due contendenti e la rinuncia del terzo, si procedette all'elezione di un nuovo papa: l'annuncio, quindi, poteva suonare anche come: «(Finalmente) abbiamo un papa (e uno solo!)».

## Forma

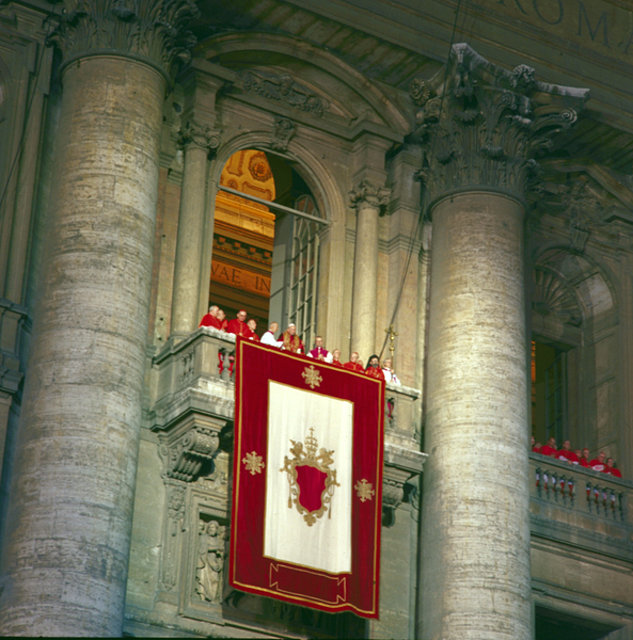
Papa Giovanni Paolo II nella loggia centrale della basilica di San Pietro in Vaticano, poco dopo l'annuncio (1978)

Nell'annuncio del 19 aprile 2005, la formula, pronunciata dal cardinale cileno Jorge Arturo Medina Estévez in occasione dell'elezione di papa Benedetto XVI, è stata preceduta, per la prima e finora unica volta, da un saluto informale, "Fratelli e sorelle carissimi", pronunciato in italiano, spagnolo, francese, tedesco e inglese.
Nell'annunciare il nome pontificale del nuovo papa, nella maggioranza dei casi è stato usato il caso accusativo latino (quindi Pium, Paulum ecc.), con le eccezioni di Giovanni XXIII, Giovanni Paolo I, Giovanni Paolo II e Benedetto XVI, per i quali i cardinali protodiaconi Nicola Canali, Pericle Felici (per il secondo e il terzo) e Jorge Medina Estévez usarono il genitivo epesegetico (quindi Ioannis, Ioannis Pauli e Benedicti). In occasione del conclave del 2013, con l'elezione di papa Francesco, il cardinale protodiacono Jean-Louis Tauran è tornato a usare l'accusativo (Franciscum, e non Francisci); anche in occasione del conclave del 2025, il cardinale protodiacono Dominique Mamberti utilizzò l'accusativo (Leonem, e non Leonis): in questo caso il nome del papa è grammaticalmente un'apposizione e ha lo stesso caso del nome cui si riferisce, nomen (in accusativo) nel caso della formula papale. Questa forma è considerata più corretta da alcuni autori.
All'annuncio dell'elezione di papa Paolo VI, il cardinale protodiacono Alfredo Ottaviani utilizzò la congiunzione latina et al posto di quella prevista ac («[...] Eminentissimum et Reverendissimum Dominum...»).
Riguardo al numero ordinale, la consuetudine è che esso venga pronunciato solo se il papa non è il primo a portare il nome che ha scelto: i papi che hanno scelto un nome per la prima volta, solitamente, non sono mai chiamati con l'ordinale "primo" durante il pontificato, ma solo dopo il suo termine qualora un altro papa scelga lo stesso nome. Eccezioni notevoli costituiscono papa Pio XII e, nuovamente, papa Giovanni Paolo I e papa Giovanni Paolo II. Nel primo caso, il cardinale protodiacono Camillo Caccia Dominioni omise l'ordinale, annunciando solo «[...] qui sibi nomen imposuit Pium», mentre il cardinale protodiacono Pericle Felici specificò chiaramente il numero ordinale Primi annunciando papa Giovanni Paolo I ed omise invece Secundi per il suo immediato successore, dicendo solo «[...] qui sibi nomen imposuit Ioannis Pauli».
Dopo l'annuncio dell'Habemus Papam da parte del cardinale protodiacono, di norma il nuovo pontefice, apparendo in pubblico per la prima volta con i paramenti papali, si limitava ad impartire la benedizione e non era uso che si rivolgesse alla folla. Il 26 agosto 1978 papa Giovanni Paolo I avrebbe voluto farlo, ma gli fu impedito dicendogli che non era consuetudine. Poco più di un mese dopo, il suo successore papa Giovanni Paolo II ruppe la tradizione e indirizzò un messaggio ai fedeli in attesa. Dopo di lui anche papa Benedetto XVI, papa Francesco e papa Leone XIV hanno salutato la folla che gremiva piazza San Pietro.

## Evoluzione dell'annuncio
Di seguito viene riportato un elenco degli Habemus Papam nel corso degli anni, a partire dall'elezione di papa Innocenzo VIII.
| Data              | Cardinale protodiacono (o chi ne ha fatto le veci) | Papa eletto                                      | Annuncio |
| ----------------- | -------------------------------------------------- | ------------------------------------------------ | --- |
| 29 agosto 1484    | Francesco Piccolomini                              | Giovanni Battista Cybo – eletto Innocenzo VIII   | Annuntio vobis gaudium magnum: Papam habemus! Reverendissimus Dominus cardinalis Melfictensis electus est in Summum Pontificem et elegit sibi nomen Innocentium Octavum. |
| 1º novembre 1503  | Raffaele Riario                                    | Giuliano della Rovere – eletto Giulio II         | Papam habemus! Reverendissimum Dominum Cardinalem Sancti Petri ad Vincula, qui vocatur Julius Secundus. |
| 11 marzo 1513     | Alessandro Farnese                                 | Giovanni de Medici – eletto Leone X              | Gaudium magnum nuntio vobis: Papam habemus! Reverendissimum Dominum Johannem de Medicis, Diaconum Cardinalem Sanctae Mariae in Domnica, qui vocatur Leo Decimus. |
| 13 ottobre 1534   | Innocenzo Cybo                                     | Alessandro Farnese – eletto Paolo III            | Annuntio vobis gaudium magnum: Papam habemus! Reverendissimum Dominum Alexandrum, Episcopum Hostiensem, Cardinalem de Farnesio nuncupatum, qui imposuit sibi nomen Paulus Tertius. |
| 15 settembre 1644 | Francesco Barberini                                | Giovanni Battista Pamphili – eletto Innocenzo X  | Annuntio vobis gaudium magnum, habemus Papam! Eminentissimum et Reverendissimum Dominum Johannem Baptistam Pamphilium, qui sibi nomen imposuit Innocentium Decimum. |
| 7 aprile 1655     | Giangiacomo Teodoro Trivulzio                      | Fabio Chigi – eletto Alessandro VII              | Annuntio vobis gaudium magnum: Papam habemus! Eminentissimum et Reverendissimum Dominum Fabium, Sanctae Romanae Ecclesiae Presbyterum Cardinalem Chisium, qui elegit sibi nomen Alexandrum Septimum. |
| 21 settembre 1676 | Francesco Maidalchini                              | Benedetto Odescalchi – eletto Innocenzo XI       | Annuntio vobis gaudium magnum: Papam habemus! Reverendissimum Benedictum Titulo Sancti Honufrii Cardinalem Odescalcum, qui sibi nomen imposuit Innocentium Undecimum. |
| 8 maggio 1721     | Benedetto Pamphili                                 | Michelangelo Conti – eletto Innocenzo XIII       | Annuntio vobis gaudium magnum: Papam habemus! Eminentissimum et Reverendissimum Dominum Michaelem Angelum, Tituli Sanctorum Quirici et Iulittae Sanctae Romanae Ecclesiae Presbyterum Cardinalem de Comitibus, qui sibi nomen imposuit Innocentius Tertius Decimus.                                                                                            |
| 29 marzo 1724     | Benedetto Pamphili                                 | Vincenzo Maria Orsini – eletto Benedetto XIII    | Annuntio vobis gaudium magnum: Papam habemus! Eminentissimum et Reverendissimum Dominum Fratrem Vincentium Mariam, Cardinalem Ursinum Episcopum Portuensem, qui sibi nomen imposuit Benedictus Tertius Decimus. |
| 15 febbraio 1775  | Alessandro Albani                                  | Giovanni Angelo Braschi – eletto Pio VI          | Annuntio vobis gaudium magnum: Papam habemus! Eminentissimum et Reverendissimum Dominum Ioannem Angelum, Tituli Sancti Onuphrii, Sanctae Romanae Ecclesiae Presbyterum Cardinalem Braschi, qui sibi nomen imposuit Pius Sextus. |
| 28 settembre 1823 | Fabrizio Ruffo                                     | Annibale Della Genga – eletto Leone XII          | Annuntio vobis gaudium magnum: Papam habemus! Eminentissimum ac Reverendissimum Dominum Annibalem, Tituli Sanctae Mariae Transtiberim, Presbyterum Sanctae Romanae Ecclesiae cardinalem Della Genga, qui sibi imposuit nomen Leo Duodecimus. |
| 2 febbraio 1831   | Giuseppe Albani                                    | Mauro Cappellari – eletto Gregorio XVI           | Annuntio vobis gaudium magnum: Papam habemus! Eminentissimum ac Reverendissimum Dominum Maurum, Sanctae Romanae Ecclesiae Presbyterum, Tituli Sancti Calixti, Cardinalem Cappellari, qui sibi nomen imposuit Gregorium Sextum Decimum. |
| 16 giugno 1846    | Tommaso Riario Sforza                              | Giovanni Maria Mastai Ferretti – eletto Pio IX   | Annuntio vobis gaudium magnum: Papam habemus! Eminentissimum et Reverendissimum Dominum Ioannem Mariam Mastai Ferretti, Sanctae Romanae Ecclesiae Presbyterum Cardinalem, qui sibi nomen imposuit Pius Nonus. |
| 2 marzo 1939      | Camillo Caccia Dominioni                           | Eugenio Pacelli – eletto Pio XII                 | Annuntio vobis gaudium magnum: habemus Papam! Eminentissimum ac Reverendissimum Dominum, Dominum Eugenium, Sanctae Romanae Ecclesiae Cardinalem Pacelli, qui sibi nomen imposuit Pium. |
| 28 ottobre 1958   | Nicola Canali                                      | Angelo Giuseppe Roncalli – eletto Giovanni XXIII | Annuntio vobis gaudium magnum: habemus Papam! Eminentissimum ac Reverendissimum Dominum, Dominum Angelum Iosephum, Sanctae Romanae Ecclesiae Cardinalem Roncalli, qui sibi nomen imposuit Ioannis Vigesimi Tertii. |
| 21 giugno 1963    | Alfredo Ottaviani                                  | Giovanni Battista Montini – eletto Paolo VI      | Annuntio vobis gaudium magnum: habemus Papam! Eminentissimum et Reverendissimum Dominum, Dominum Ioannem Baptistam, Sanctae Romanae Ecclesiae Cardinalem Montini, qui sibi nomen imposuit Paulum Sextum. |
| 26 agosto 1978    | Pericle Felici                                     | Albino Luciani – eletto Giovanni Paolo I         | Annuntio vobis gaudium magnum: habemus Papam! Eminentissimum ac Reverendissimum Dominum, Dominum Albinum, Sanctae Romanae Ecclesiae Cardinalem Luciani, qui sibi nomen imposuit Ioannis Pauli Primi. |
| 16 ottobre 1978   | Pericle Felici                                     | Karol Wojtyła – eletto Giovanni Paolo II         | Annuntio vobis gaudium magnum: habemus Papam! Eminentissimum ac Reverendissimum Dominum, Dominum Carolum, Sanctae Romanae Ecclesiae Cardinalem Wojtyła, qui sibi nomen imposuit Ioannis Pauli. |
| 19 aprile 2005    | Jorge Medina Estévez                               | Joseph Ratzinger – eletto Benedetto XVI          | Fratelli e sorelle carissimi, fedelissimos hermanos y hermanas, bien chers frères et sœurs, liebe Brüder und Schwestern, dear brothers and sisters. Annuntio vobis gaudium magnum: habemus Papam! Eminentissimum ac Reverendissimum Dominum, Dominum Iosephum, Sanctae Romanae Ecclesiae Cardinalem Ratzinger, qui sibi nomen imposuit Benedicti Decimi Sexti. |
| 13 marzo 2013     | Jean-Louis Tauran                                  | Jorge Mario Bergoglio – eletto Francesco         | Annuntio vobis gaudium magnum: habemus Papam! Eminentissimum ac Reverendissimum Dominum, Dominum Georgium Marium, Sanctae Romanae Ecclesiae Cardinalem Bergoglio, qui sibi nomen imposuit Franciscum. |
| 8 maggio 2025     | Dominique Mamberti                                 | Robert Francis Prevost – eletto Leone XIV        | Annuntio vobis gaudium magnum: habemus Papam! Eminentissimum ac Reverendissimum Dominum, Dominum Robertum Franciscum, Sanctae Romanae Ecclesiae Cardinalem Prevost, qui sibi nomen imposuit Leonem Decimum Quartum. |